# Стилиян Вътев
Стилиян Петков Вътев е български банкер, заемал различни управленски позиции в българската банкова система.
Роден е на 26 юли 1956 година в София. От 1981 до 1990 е заемал различни позиции в Българска народна банка (БНБ), като последната е началник-управление „Международни финансови институции“. От края на 1993 е изпълнителен директор, а от средата на 1997 до средата на 2017 е Главен изпълнителен дилентор на Обединена българска банка.
За периода 1997 – 2004 и след това през 2014 година Стилиян Вътев е член на Управителния съвет на Асоциацията на търговските банки в България, а през периода 2000 – 2004 година е бил и неин заместник-председател.
От 1997 до 2017 година Вътев е член на Управителния съвет и на Консултативния комитет на МастърКард – Европа.
Стилиян Вътев е бил Председател на Съвета на директорите в дружествата: „ОББ – Метлайф – Живото застраховане“ АД, „ОББ – Чартис – Общо зостраховане“ АД, „ОББ Асет мениджмънт“ АД, „Интерлийз“ АД. Бил е също така и член на Съвета на директорите на „ОББ – Застрахователен брокър“ и на „Централен депозитар“ АД.